# Championnat d'Europe de vitesse par équipes masculin
Le Championnat d'Europe de vitesse par équipes masculin est le championnat d'Europe de la vitesse par équipes organisé annuellement par l'Union européenne de cyclisme dans le cadre des championnats d'Europe de cyclisme sur piste élites.
Un championnat d'Europe open existait déjà entre 1995 et 1999, mais il n'était pas organisé par l'Union européenne de cyclisme.
Entre 2001 et 2005, le championnat d'Europe était également open, c'est-à-dire qu'il était possible d'inscrire des coureurs de plus de 23 ans.

## Palmarès
| Année | Or                                                                                  | Argent                                                                      | Bronze                                                                                  |
| ----- | ----------------------------------------------------------------------------------- | --------------------------------------------------------------------------- | --------------------------------------------------------------------------------------- |
| 2010  | Allemagne Robert Förstemann Maximilian Levy Stefan Nimke                            | France Michaël D'Almeida François Pervis Kévin Sireau                       | Grande-Bretagne Matthew Crampton Chris Hoy Jason Kenny                                  |
| 2011  | Allemagne René Enders Robert Förstemann Stefan Nimke                                | France Mickaël Bourgain François Pervis Kévin Sireau                        | Pologne Maciej Bielecki Kamil Kuczynski Damian Zieliński                                |
| 2012  | Allemagne Joachim Eilers Max Niederlag Tobias Wächter                               | Pologne Maciej Bielecki Kamil Kuczynski Damian Zieliński                    | Grande-Bretagne Matthew Crampton Lewis Oliva Callum Skinner                             |
| 2013  | Allemagne René Enders Robert Förstemann Maximilian Levy                             | France Grégory Baugé Michaël D'Almeida François Pervis                      | Russie Denis Dmitriev Andrey Kubeev Pavel Yakushevskiy                                  |
| 2014  | Allemagne Robert Förstemann Tobias Wächter Joachim Eilers                           | France Grégory Baugé Kévin Sireau Michaël D'Almeida                         | Russie Pavel Yakushevskiy Denis Dmitriev Nikita Shurshin                                |
| 2015  | Pays-Bas Nils van 't Hoenderdaal Jeffrey Hoogland Hugo Haak                         | Pologne Grzegorz Drejgier Rafał Sarnecki Krzysztof Maksel                   | Allemagne Joachim Eilers Max Niederlag Robert Forstemann Maximilian Levy                |
| 2016  | Pologne Maciej Bielecki Kamil Kuczynski Mateusz Rudyk Mateusz Lipa                  | Grande-Bretagne Jack Carlin Ryan Owens Joseph Truman                        | Allemagne Eric Engler Robert Forstemann Jan May                                         |
| 2017  | France Benjamin Edelin Sébastien Vigier Quentin Lafargue                            | Allemagne Robert Förstemann Maximilian Levy Joachim Eilers                  | Pays-Bas Jeffrey Hoogland Harrie Lavreysen Matthijs Büchli Roy van den Berg Sam Ligtlee |
| 2018  | Pays-Bas Jeffrey Hoogland Harrie Lavreysen Roy van den Berg Nils van 't Hoenderdaal | France Sébastien Vigier François Pervis Quentin Lafargue Michaël D'Almeida  | Allemagne Stefan Bötticher Timo Bichler Joachim Eilers                                  |
| 2019  | Pays-Bas Jeffrey Hoogland Harrie Lavreysen Roy van den Berg Matthijs Büchli         | Grande-Bretagne Jack Carlin Jason Kenny Ryan Owens                          | France Grégory Baugé Quentin Lafargue Sébastien Vigier Melvin Landerneau                |
| 2020  | Russie Denis Dmitriev Pavel Yakushevskiy Ivan Gladyshev Alexander Sharapov          | Tchéquie Martin Čechman Dominik Topinka Tomáš Bábek Jakub Šťastný           | Grèce Konstantínos Livanós Ioánnis Kalogerópoulos Sotírios Brétas                       |
| 2021  | Pays-Bas Jeffrey Hoogland Harrie Lavreysen Roy van den Berg Sam Ligtlee             | France Timmy Gillion Rayan Helal Sébastien Vigier                           | Pologne Maciej Bielecki Patryk Rajkowski Mateusz Rudyk Daniel Rochna                    |
| 2022  | Pays-Bas Jeffrey Hoogland Harrie Lavreysen Roy van den Berg                         | France Timmy Gillion Rayan Helal Sébastien Vigier Melvin Landerneau         | Grande-Bretagne Jack Carlin Alistair Fielding Hamish Turnbull                           |
| 2023  | Pays-Bas Jeffrey Hoogland Harrie Lavreysen Roy van den Berg Tijmen van Loon         | Grande-Bretagne Jack Carlin Alistair Fielding Hamish Turnbull Joseph Truman | France Timmy Gillion Melvin Landerneau Sébastien Vigier                                 |
| 2024  | Pays-Bas Jeffrey Hoogland Harrie Lavreysen Roy van den Berg Tijmen van Loon         | France Florian Grengbo Rayan Helal Sébastien Vigier                         | Pologne Daniel Rochna Mateusz Rudyk Rafał Sarnecki Maciej Bielecki                      |
| 2025  | France Timmy Gillion Rayan Helal Sébastien Vigier                                   | Pays-Bas Harrie Lavreysen Loris Leneman Tijmen van Loon                     | Grande-Bretagne Harry Ledingham-Horn Hayden Norris Harry Radford                        |

## Tableau des médailles
| Rang  | Nation          | Or | Argent | Bronze | Total |
| ----- | --------------- | -- | ------ | ------ | ----- |
| 1     | Pays-Bas        | 7  | 1      | 1      | 9     |
| 2     | Allemagne       | 5  | 1      | 3      | 9     |
| 3     | France          | 2  | 8      | 2      | 12    |
| 4     | Pologne         | 1  | 2      | 3      | 6     |
| 5     | Russie          | 1  | 0      | 2      | 3     |
| 6     | Grande-Bretagne | 0  | 3      | 4      | 7     |
| 7     | Tchéquie        | 0  | 1      | 0      | 1     |
| 8     | Grèce           | 0  | 0      | 1      | 1     |
| Total | Total           | 16 | 16     | 16     | 48    |